# مت ریدلی
متیو وایت ریدلی، وایکونت پنجم ریدلی معاون نایب‌السلطنه، عضو انجمن پادشاهی ادبیات انگلستان، عضو آکادمی علوم پزشکی، که بیشتر به عنوان مت ریدلی (انگلیسی: Matt Ridley؛ زادهٔ ۷ فوریهٔ ۱۹۵۸) شناخته می‌شود، روزنامه‌نگار بریتانیایی است که کتاب‌های علمی عامه پسند متعددی نوشته‌است. او همچنین بیزنس‌من و عضو محافظه کار مجلس اعیان بریتانیا است.
ریدلی بیش از همه به خاطر مکتوباتش در زمینه‌های علم، محیط زیست و اقتصاد شناخته شده‌است. او کتاب‌های علمی متعددی نظیر ملکه سرخ: سکس و تکامل طبیعت انسان (1994), ژنوم (1999) and خوشبین منطقی: شکوفایی چگونه تکامل پیدا می‌کند (۲۰۱۰) را نوشته‌است. او در سال ۲۰۱۱ جایزهٔ هایک را که «به افتخار کتابی که در دو سال گذشته منتشر شده باشد و بهتر از همه بینش اقتصادی و آزادی فردی هایک را بازتاب دهد» دریافت کرد. او اخیراً به عضویت آکادمی علوم و هنرهای آمریکا انتخاب شده و، در ۲۰۱۲ جایزه جولین سایمن را برنده شده‌است.
ویدئوی سخنرانی محبوب تد او، "وقتی ایده‌ها با هم رابطه جنسی برقرار می‌کنند", بیش از ۲ میلیون بار دیده شده‌است. ریدلی استدلال می‌کند رشد جمعیت محرکی برای توسعهٔ انسانی بوده زیرا ارتباطات بین افراد منجر به توسعهٔ ایده‌های جدید می‌شود.
ریدلی از ۲۰۰۴ تا ۲۰۰۷ رئیس هیئت مدیرهٔ بانک بریتانیایی نادن راک بود، که در آن دوره این بانک دچار اولین بحران‌های بانکداری یک بانک بریتانیایی در ۱۵۰ سال قبل از آن شد. ریدلی استعفا داد و بانک از سوی دولت بریتانیا تأمین بودجه شد که منجر به ملی سازی آن شد.